# 산타 마리아 노벨라 성당
산타 마리아 노벨라 성당(이탈리아어: Basilica di Santa Maria Novella)는 이탈리아 피렌체에 있는 성당이며, 반대편에 위치한 중앙역의 이름이 이곳에서 비롯하였다. 피렌체 최초의 대형 성당이었고, 피렌체 도미니코 수도회의 본당 시설이다.
산타 마리아 노벨라 성당 자체와 인접한 봉쇄 구역, 챕터 하우스 등은 다수의 예술품과 장례 조형물들이 존재한다. 그 중에서도 특히나 유명한 것은 고딕 미술과 초기 르네상스 미술의 거장들이 제작한 프레스코화이다. 산타마리아 노벨라 교회는 피렌체의 가장 주요한 가문들의 자금 지원을 받았으며, 후원자들은 자신들이 봉헌된 땅에서 장례를 치를 수 있도록 보장받았다.

## 역사

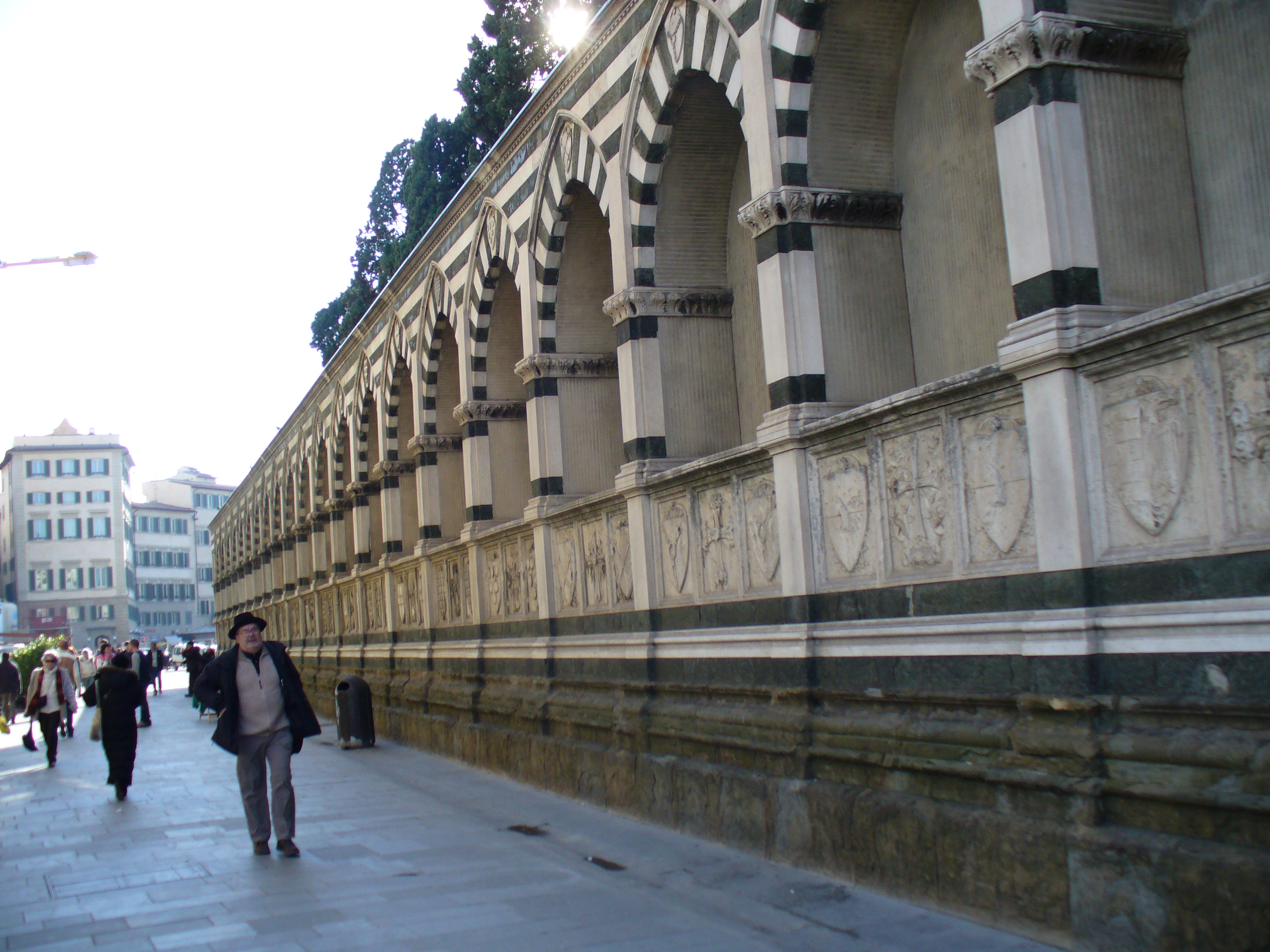
아벨리 거리에서 본 모습

산타 마리아 노벨라 (새로운) 성당의 명칭은 9세기에 지어진 산타 마리아 예배당(Santa Maria delle Vigne)의 터에 지어진 것에서 유래하였다. 이 터는 1221년에 도미니코 수도회에 넘겨졌는데, 이들 수도회는 새로운 교회 시설 및 봉쇄 구역을 짓기로 결정하였다. 이때의 성당은 프라 시스토 피오렌티노 (Fra Sisto Fiorentino) 그리고 프라 리스토로 다 캄피(Fra Ristoro da Campi)라는 도미니코회 수도사 두 명이 설계하였다. 13세기 중엽 (대략 1276년경)에 건설이 시작돼, 80년간 이어졌고, 야코포 탈렌티 (Iacopo Talenti) 수도사의 감독 하에 로마네스크-고딕풍의 종탑과 성구실이 지어지며 완공되었다. 1360년에, 고딕풍 회랑이 파사드 쪽으로 추가되었으며, 이 회랑은 석관을 담기 위한 목적이었다. 교회 시설은 1420년에 축성되었다.

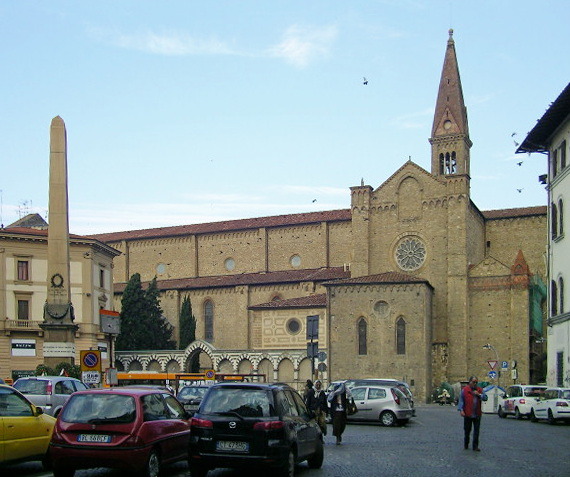
우니타 디탈리아 광장에서 본 모습

부유한 피렌체의 양모 상인 조반니 디 파올로 루첼라이의 의뢰를 받아, 레온 바티스타 알베르티가 성당의 하얀색 대리석 파사드를 설계하고 파사드 상단 부분에 이른바 '세르펜티노'라 불리는 프라토 지역의 녹색 대리석을 사용하여 상감 작업을 했다 (1456년–1470년). 그는 리미니의 템피오 말라테스티아노의 건축가로서 이미 유명하였지만, 그의 저명한 건축 논문 (De re aedificatoria)으로 한층 더 유명하였다. 알베르티는 또한 피렌체 내 루첼라이 궁전의 파사드 설계로도 유명하였다.
알베르티는 인본주의적 건축학 이상, 비율, 고전에서 영감을 받은 상세한 내용을 설계에 반영하여 노력하였고, 동시에 파사드에 이미 존재하던 중세적 부분들과 조화시켜냈다. 이러한 요소들이 혼합된 파사드는 정사각형에서 영감을 받았으며 여러 반복적인 정사각형들을 디자인적으로 찾아볼 수 있다. 성당에 대한 그의 기여에는 정사각형으로 장식된 넓은 프리즈, 그리고 하얀색-녹색으로 된 필라스터 네 개, 도미니코회의 태양 상징물이 있는 페디먼트가 장식된 원형 창문 등으로 이루어져 있으며 동시에 거대한 S자 커브 볼류트가 양쪽으로 떠받히고 있는 파사드의 상단 부분 등이 있다.
파사드의 아래쪽에 있는 코린토스 주두가 달린 내 개 원주들 역시도 추가되었다. 페디먼트와 프리즈는 분명하게 고대의 양식에서 영감을 받았지만, 파사드 상단의 S자 커브 스크롤은 고대에 전례가 없던 새로운 것이었다. 어떻게 넓은 층에서 좁은 층으로 전환시킬 것인가에 대하여 오랜 기간 지속된 건축학적 문제를 해결하며 이탈리아의 모든 교회들에 설치된 스크롤 (혹은 그 변형 형태)는 이 성당의 설계에서 그 기원이 비롯하였다.
페디먼트 아래 프리즈에는 후원자의 이름이 새겨져 있다: IOHAN(N)ES ORICELLARIUS PAU(LI) F(ILIUS) AN(NO) SAL(UTIS) MCCCCLXX (1470년에 파올로의 아들 조반니 루첼라이).

## 내부
넓은 실내는 이집트 십자(T자 모양) 모양으로 설계된 구조를 기반으로 하고 신랑 한 곳과 창문들이 달린 회랑 두 개, 짧은 익랑 한 곳으로 구분되어 있다. 성당의 넓은 신랑은 길이가 100m이며 엄숙한 분위기의 인상을 준다. 건물의 기둥들은 혼합된 형태이고 날카로운 고딕풍 아치를 떠받치는 코린토스 양식 원주가 있으며, 아치 위로는 장미창이 있는 클리어스토리가 있고 그 위로는 물결 모양에 뾰족한 네 부분으로 나뉜 볼트가 위치한다. 리브와 아치는 모두 검정과 하양으로 된 다색 장식으로 되어 있다.
이 성당에서는 애프스 방향에서 신랑이 실제 길이보다 길어 보이는 트롱프뢰유 효과가 발생하는데 신랑과 통로 사이에 기둥들이 강단쪽으로 서서히 근접해지기 때문이다.
여러 창들이 14세기와 15세기의 것으로 거슬러 올라가는 스테인드글라스이며, 15세기의 '성모자상' 그리고 '성 요한과 성 필립보' 등의 스테인드글라스 (두 개 모두 필리피노 리피 제작)가 성당 내 필리포 스트로치 예배당에 장식되어 있다. 일부 스테인드글라스 창문은 수세기에 걸쳐 손상을 입어 교체된 상황이다. 서쪽 끝에 있는 스테인드글라스 하나는 '마리아의 대관'을 묘사하는 14세기의 것으로, 안드레아 디 보나이우토 다 피렌체의 설계를 기반으로 하였다.
1443년 루첼라이 가문의 제작 의뢰가 들어간 설교단은 필리포 브루넬레스키가 설계하였고 그의 양자 안드레아 카발칸티가 시행을 하였다. 이 설교단은 특히나 역사적 중요성을 띠는데, 이 설교단에서 톰마소 카치니 수도사가 코페르니쿠스의 지동설을 갈릴레오 갈릴레이가 옹호하는 것을 고발하였다.

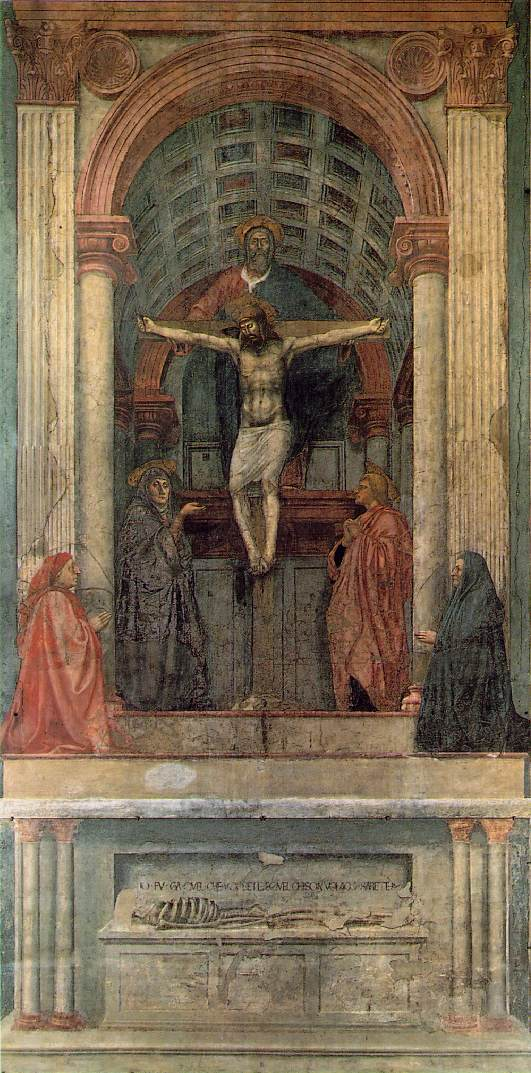
마사초의 '성 삼위일체'

왼쪽 복도를 따라 중간 지점에 위치한 '성 삼위일체'는 마사초의 선구적인 초기 르네상스 작품으로, 원근감과 수학적 비율에 대한 그의 새로운 생각을 보여주고 있다. 회화에 있어서 이 작품의 의미는 건축에 있어서는 브루넬레스키 그리고 조각에 있어서는 도나텔로의 중요성과 쉽게 비교된다. 성 삼위일체의 후원자들은 렌치 가문 출신의 판사와 그의 아내로, 그림 속 무릎 꿇고 있는 모습으로 묘사되어 있다. 성당 내부의 트랑시 아래에 이탈리아어로 에피그램이 다음과 같이 새겨져 있다: "나는 한때 너와 같았고, 너가 될 무엇이다."
오른쪽 복도에서 특히 주목할 만한 것은 1451년에 베르나르도 로셀리노가 만든 기념물인 'Tomba della Beata Villana'이다. 같은 복도 안에, 각각 티노 디 카마이노 그리고 니노 피사노 등이 만든 피에솔레 주교들의 무덤이 있다.

### 토르나부오니 예배당
내진(內陣, 혹은 카펠라 토르나부오니)은 미켈란젤로를 도제로 두었던 도메니코 기를란다요가 1485년부터 1490년까지 그린 여러 프레스코화들이 있다. 이곳의 프레스코화는 성모와 세례자 요한의 삶에 대한 주제를 나타내고 있다. 그림들에는 주요 피렌체 가문 출신 인사들의 초상화가 담겨 있다. 궁륭에는 복음자들의 모습이 있는 그림이 그려져 있다. 후미 쪽의 벽에는 '이교도의 책들을 태우는 성 도미니코', '성 베드로의 순교', '수태고지', 사막으로 향하는 성 요한' 등이 있다.
스테인드글라스는 비델리오라고도 알려진 피렌체의 예술가 알레산드로 아골란티가 제작하였으며 기를란다요가 그린 밑그림을 기반으로 하였다. 주 제단의 청동 십자가는 잠볼로냐 (16세기)가 제작한 것이다.

### 필리포 스트로치 예배당
필리포 스트로치 예배당은 주 제단의 오른쪽에 위치해 있다. 필리피노 리피가 그린 여러 프레스코화는 사도 필립보와 사도 야고보의 삶을 묘사하고 있으며 1502년에 완성되었다. 우측 벽에는 '히에로폴리스 신전의 용을 몰아내는 성 필립보'가 있고 이 프레스코화 위쪽의 뤼네트에는 '성 필립보의 십자형'이 그려져 있다. 좌측 벽에는 '드루시아나를 소생시키는 성 야고보'가 있고 그 위의 뤼네트에는 '성 사도 야고보의 고문'이 그려져 있다. 아담, 노아, 아브라함, 야고보 등이 늑재 궁륭에 나타나 있다. 제단 뒤쪽으로는 베네데토 다 마이아노가 조각한 스트로치의 무덤 (1491년)이 위치해 있다.

### 곤디 예배당
줄리아노 다 상갈로가 설계한 이 예배당은 주 제단의 왼쪽에 위치했고 13세기 말의 것으로 추정한다. 제단 뒤쪽 벽에는 필리포 브루넬레스키가 제작한 몇 안 되는 목제 조각품인 그 유명한 십자가상이 존재한다. 피렌체의 산타 크로체 성당에 있는 도나텔로의 '원시적인' 십자가상을 보고 그가 몹시나 혐오감을 느껴 이것을 만들었다고 하는 전설이 남아있다. 궁륭에는 13세기 그리스 출신 화가들이 그린 프레스코화 조각들이 남아 있다. 다색의 대리석 장식은 줄리아노 다 상갈로가 도입한 것이었다 (1503년경). 스테인드글라스창은 20세기의 것이다.

### 스트로치 다 만토바 예배당
스트로치 다 만토바 예배당은 좌측 트랜셉트 끝에 위치해 있다. 이곳의 프레스코화는 필리포 스트로치의 선조인 톰마소 스트로치의 의뢰를 받아 나르도 디 치오네 (1350년-1357년)가 제작한 것이었다. 이 프레스코화는 단테의 '신곡'에서 영감을 받았으며 최후의 심판 (뒤쪽 벽에 위치했고 단테의 초상화를 담고 있다), 지옥 (우측 벽), 천국 (좌측 벽)이 그려져 있다. 주 제단화인 '성모와 성인들과 같이 있는 구세주'는 오르카냐로 더 잘 알려진 나르도 디 치오네의 형제인 안드레아 디 치오네가 제작하였다. 뒤쪽의 거대한 스테인드갈라스창은 두 형제가 제작하였다.

### 델라 푸라 예배당
델라 푸라 예배당은 옛 묘지의 북쪽에 위치해 있다. 1474년의 건물로 추정하며 르네상스식 원주로 지어졌었다. 1841년에 가에타노 바카니가 복원 작업을 하였다. 왼쪽에는 뤼네트에 그려진 '성 카탈리나와 같이 있는 성모자'라는 14세기의 프레스코화가 있다. 제단 앞쪽에는 바키오 다 몬텔루포가 제작한 목제 십자가상 (1501년)이 있다.

### 루첼라이 예배당
오른쪽 측랑 끝에 있는 루첼라이 예배당은 14세기의 것으로 추정한다. 파올로 루첼라이의 무덤 (15세기)와 니노 피사노가 만든 '성모자' 대리석상 외에, 마에스트로 디 산타 체칠리아 (13세기 말 - 14세기 초)가 만든 프레스코화의 조각 같은 예술품이 몇몇 소장되어 있다. 좌측 벽의 패널에 있는 '성 카탈리나의 순교'는 줄리아노 부기아르디니가 그린 것이다 (미켈란젤로의 도움을 받았을 가능성이 있음). 중앙부에는 1425년에 로렌초 기베르티가 제작한 청동 무덤이 존재한다.

### 바르디 예배당
후진의 오른쪽 방향으로 두 번째에 있는 예배당인 바르디 예배당은 리카르도 바르디가 세웠으며 14세기 초의 것으로 추정한다. 오른쪽 기둥의 고육조(高肉彫)에는 '리카르도 바르디를 축복하는 성 그레고리오'를 묘사하고 있다. 예배당의 벽면은 스피넬로 아레티노작의 14세기 초 프레스코화를 나타내고 있다. 제단에 있는 '묵주 기도의 성모'는 조르조 바사리의 작품 (1568년)이다.

### 성구실
왼쪽 회랑의 끝에 있는 성구실은 1380년에 카발칸티 가문이 수태고지 예배당으로서 지은 것이었다. 최근 40여 년간 단장을 거친 뒤에 조토의 초기 작으로 거대한 규모의 크기인 '성모와 사도 요한의 십자가상'이 걸려 있다. 이 성구실은 또한 조반니 델라 로비아가 제작(1498년)한 유약이 발라진 테라코타와, 대리석 세례반 등으로 장식되어 있다. 찻장은 1593년에 베르나르도 부온탈렌티가 설계한 것이다. 벽에 그려진 그림은 바사리 및 그 외 동시대 피렌체 화가들의 작품이다. 뒤쪽 벽에 있는, 멀리언 세 개가 달린 넓은 고딕풍 창문은 1386년의 것으로 니콜로 디 피에트로 게리니의 스케치를 기반으로 하였다.

### 스페인 예배당

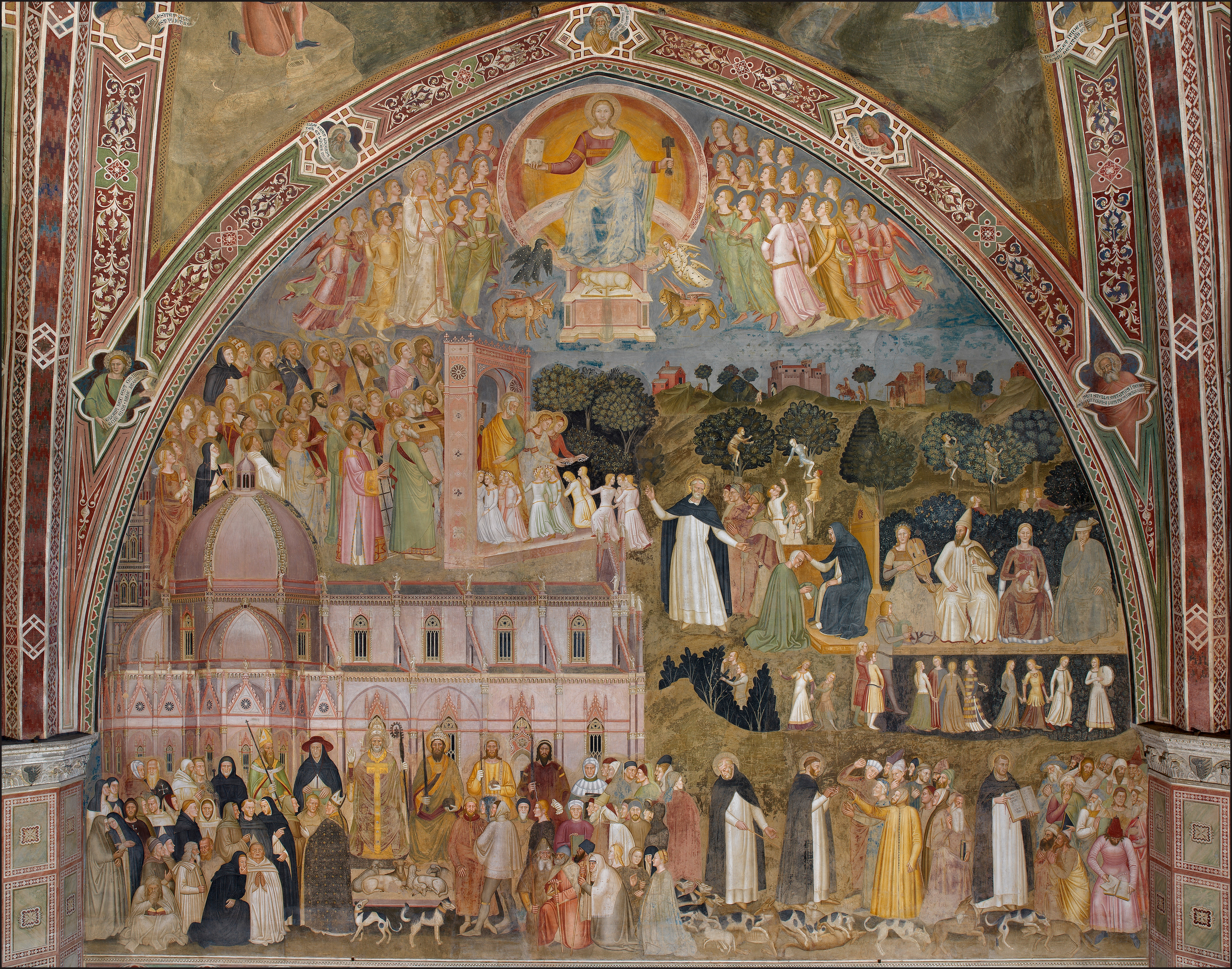
스페인 예배당에 있는 안드레아 디 보나이우토 다 피렌체가 그린 프레스코화, '개선교회와 도미니코 수도회의 알레고리' (1365년경)

스페인 예배당 ('Cappellone degli Spagnoli')은 산타 마리아 노벨라 수도원의 옛 챕터 하우스였다. 녹색 봉쇄구역 (Chiostro Verde)의 북쪽에 위치해 있다. 부오나미코 (미코) 구이달로티의 의뢰를 받아 도미니코회의 챕터 하우스로 세워진 것이었다. 1343년경에 건설이 시작됐고 1355년에 완공되었다. 구이달로티 예배당은 이후 스페인 예배당으로 불리게 되었는데, 코시모 1세가 이 예배당을 톨레도의 엘레오노라와 그녀의 스페인 수행단에 넘겨주었기 때문이었다. 스페인 예배당 내부에는 '지극히 거룩한 성체 예배당'이라는 보다 작은 예배당이 존재한다.
스페인 예배당은 1365년부터 1367년까지 안드레아 다 피렌체로도 알려진 안드레아 디 보나이우토가 장식하였다. 이 예배당이 도미니코회를 위해 지어졌기에, 성 도미니코의 묘사들이 프레스코화에서 가장 많이 발견된다. 우측 벽에 있는 거대한 프레스코화는 '승리하는 교회와 도미니코회의 알레고리'를 묘사하고 있다. 이 그림은 특히나 흥미를 끄는 부분이 있는데 그림 배경에 있는 커다란 분홍색 건물이  일부는 (브루넬레스키의 돔 이전에 지어졌던)아르놀포 디 캄비오가 만든 피렌체 대성당의 본래 설계를 나타내는 것일 수도 있다고 하기 때문이다. 하지만, 이러한 해석은 공상에 불과하는데 두오모가 분홍색일리는 없으며 또한 뒤쪽에 종탑이 있었던 것도 아니었기 때문이었다. 이 프레스코화는 또한 교황 베네딕토 9세와 니콜로 알베르티니 추기경, 구이도 디 포피 백작, 아르놀포 디 캄비오, 시인 페트라르카의 초상도 담겨 있다.
다른 벽면에 있는 프레스코화는 예수 그리스도의 삶이, 입구쪽 벽면에는 성 베드로의 삶(후대에 설치된 성가대석 때문에 대부분이 손상되어 있다)에 대해 나타내고 있으며, 좌측 벽면에는 '성 토마스 아퀴나스의 승리' 그리고 '그리스도의 가르침에 대한 알레고리'가 있고, 제단 쪽 벽면의 아치길에는 커다란 '골고다로 향하는 중의 고난과 림보로의 하강'이 있다.
네 부분으로 된 궁륭에는 그리스도의 부활, 나비첼라, 승천, 성령강림에 관한 장면들이 있다. 본래 스페인 예배당의 제단화 목적으로 만들어졌을 다섯 개 패널로 된 고딕풍 폴리프티카는 '아기예수, 성자와 함께 왕좌에 오른 성모'를 묘사하며 베르나르도 다디에 의해 1344년경 제작되었고 현재는 봉쇄구역 끝에 있는 유리문을 통해 이어지는 작은 박물관에 전시되어 있다. 이와 함께, 천장의 궁륭, 벽면, 제단 등에 있는 성상화들은 다함께 어우러져 구원의 길잡이로서 도미니코회의 메시지를 전달하고 있다.
서쪽 방향 쪽으로 직사각형 형태의 스카르셀라가 있으며 이곳에는 1731년에 잔 가스토네 데 메디치가 기부한, 17세기 초의 도메니코 피에라티가 제작한 제단과 대리석 십자가상이 존재한다.

### 건축 양식

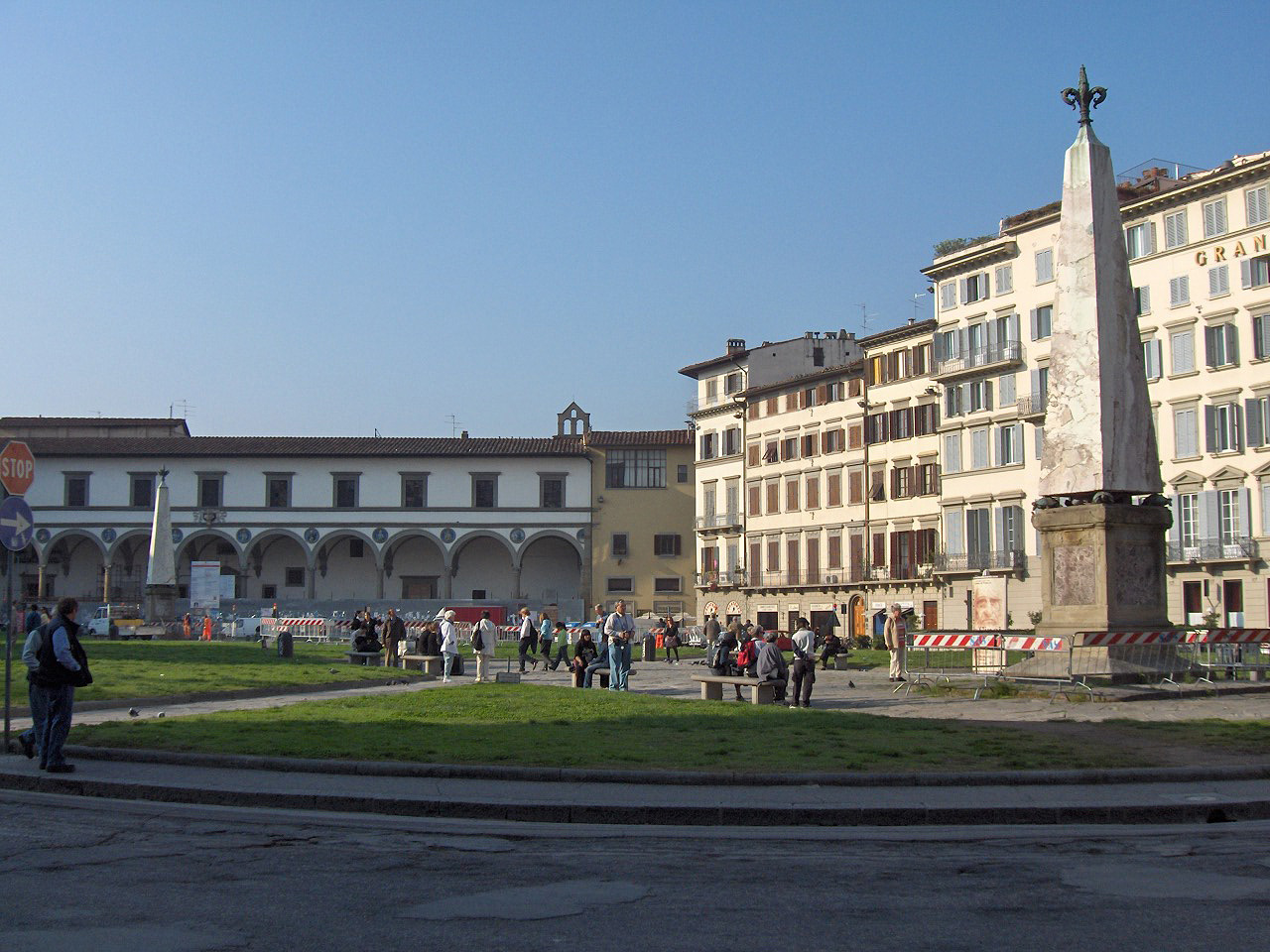
산타 마리아 노벨라 광장

바사리는 1567년에 코시모의 의뢰를 받아 산타 마리아 노벨라 성당의 첫 리모델링을 맡은 건축가였으며, 이때 리모델링 작업 중에 원래 있었던 루드 스크린과 성당 위층을 제거하고 원주 사이에 예배당 여섯 개를 추가하였다. 두 번째 리모델링은 엔리코 로몰리가 설계하여 1858년과 1860년 사이에 시행되었다.
교회 앞의 광장은 코시모 1세가 매년 열리는 마차 경주 대회 ('Palio dei Cocchi') 목적으로 사용하였다. 이 관습은 1563년부터 19세기 말까지 존재했다. 코르사 데이 코키 오벨리스크 두 개가 이 경주 대회의 시작 지점과 종료 지점을 나타냈다. 이 오벨리스크들은 고대 로마의 키르쿠스 막시무스를
본떠 세워진 것이었다. 오벨리스크에 세워진 청동 토르소는 1608년에 잠볼로냐가 만든 것이다.

### 천문 도구

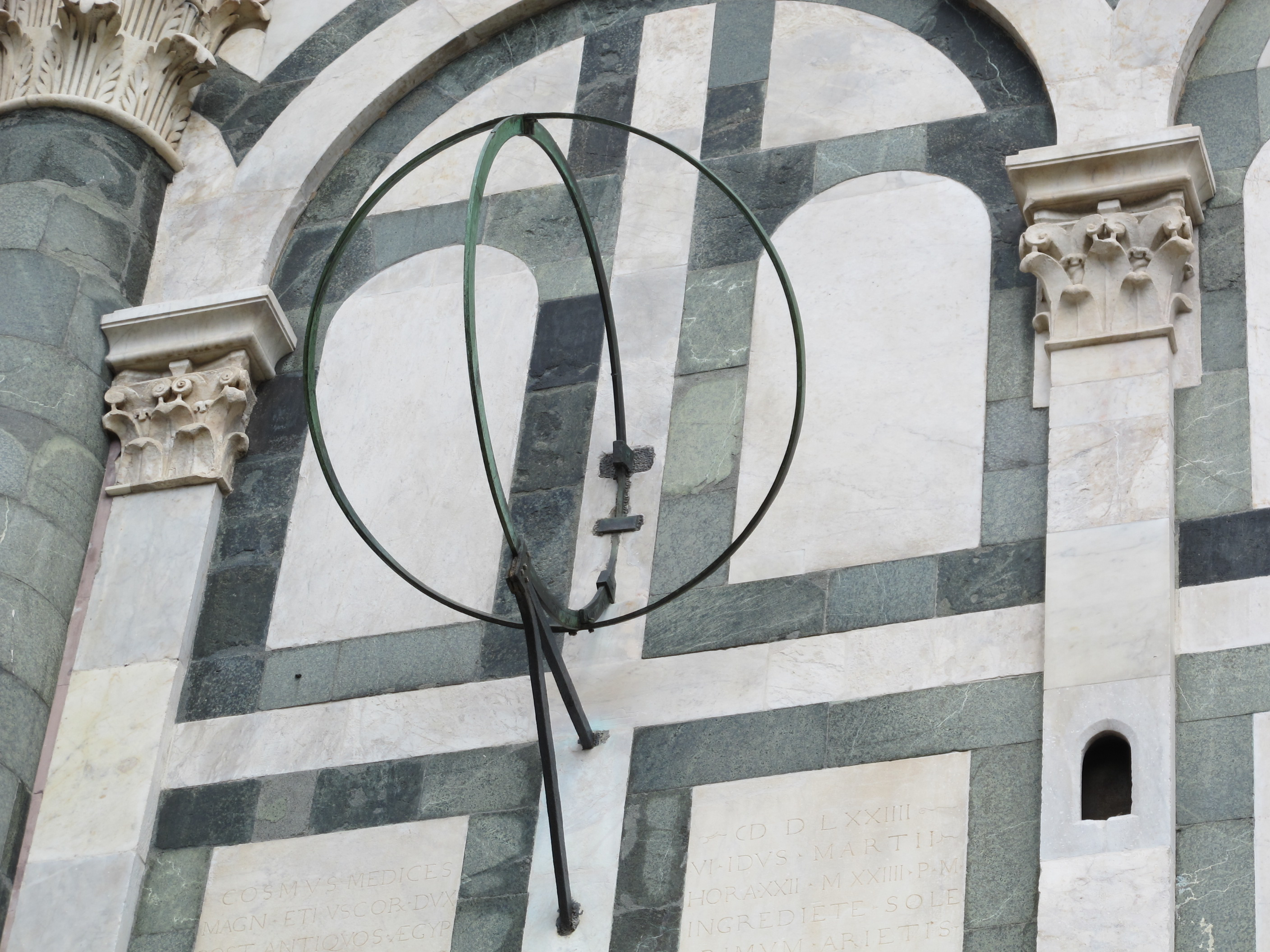
남쪽 정문에 있는 혼천의

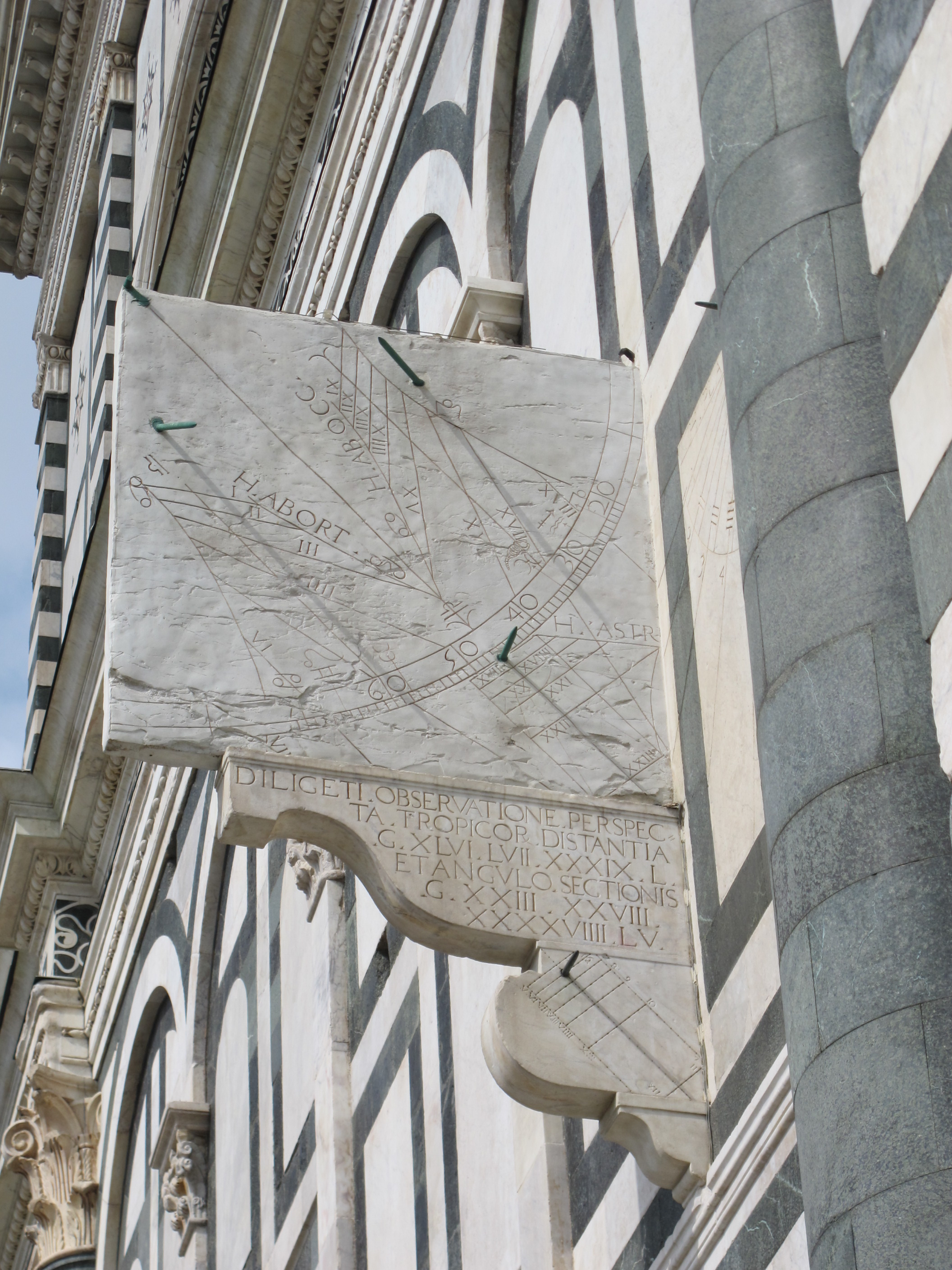
남쪽 정문에 있는 규표

혼천의 한 대(좌측) 그리고 규표가 달린 천문학 사분면 한 대(우측)가 파사드 아래쪽 블라인드 아치 끝 쪽에 1572년 코시모 1세의 천문학자인 이냐치오 단티에 의해 추가되었다. 이 혼천의는 춘분을 결정하기 위한 용도였고 이는 1574년에 처음 대대적으로 관찰되었다. 규표는 알프스 너머식, 이탈리아식, 보헤미아식 방식에 따라 시간을 알려주는 그림자를 천문학 사분면에 드리워지게 하였다.
이 도구들 덕에, 천문학자들은 기원전 46년에 공표된 이래로 계속 쓰이던 율리우스력과 진정한 태양년 간의 차이를 정확히 계산할 수 있었다. 로마에서 교황 그레고리오 13세에게 그의 연구 성과를 알린, 단티는 부활절 날짜의 재구성 및 새로운 그레고리력의 공포 활동을 도왔다.

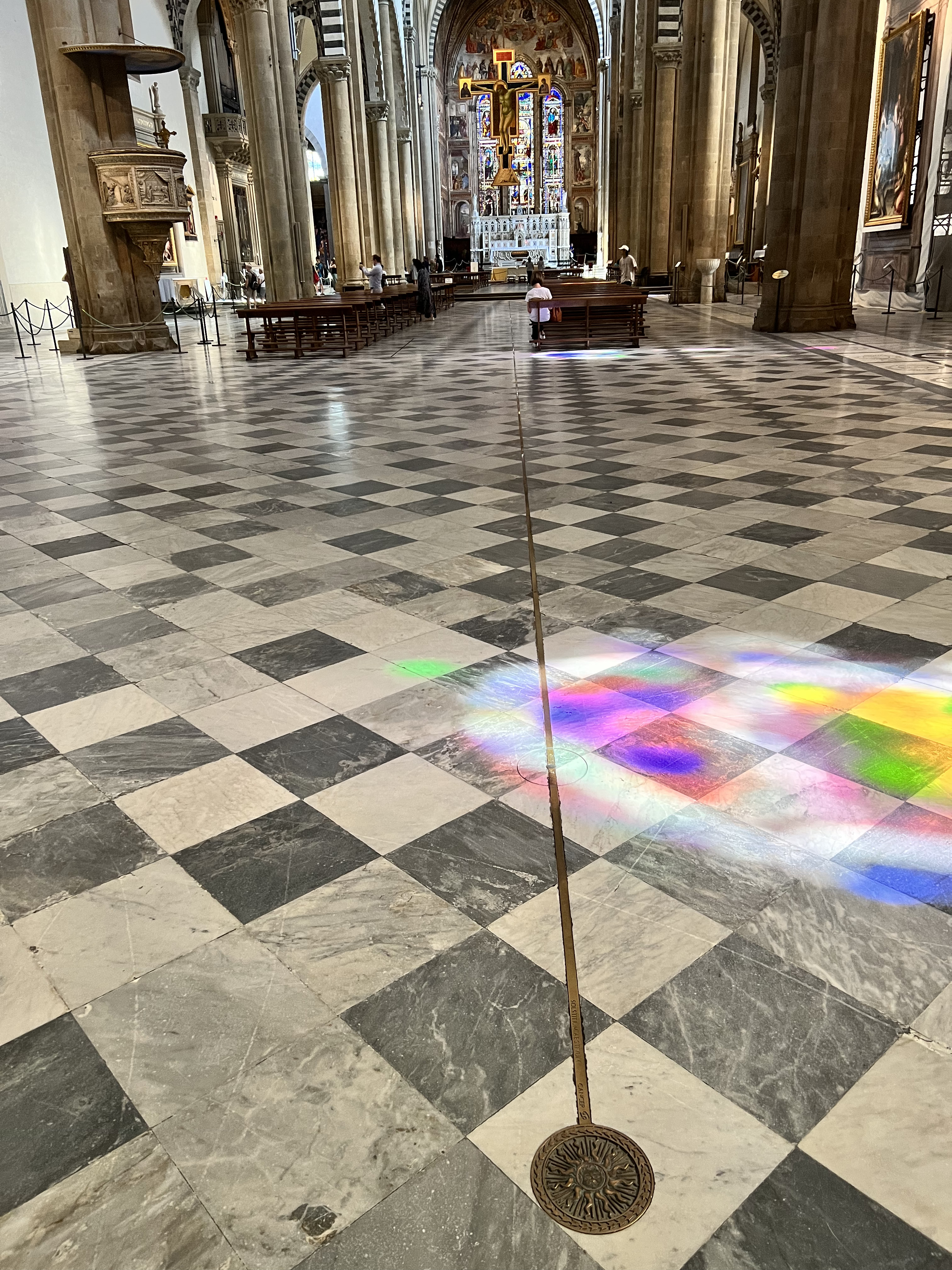
자오선을 나타내고 있는 신랑의 바닥

단티는 또한 혼천의보다 분점을 정하는 데 한층 더 나은 방법으로서 남쪽을 바라보는 높이 21.35 미터 (70 ft)의 원형 창문에 구멍 하나를 뚫고 성당 바닥에 자오선을 그렸다. 그렇지만 그의 성당 내 건설 작업은 후원자인 코시모 1세 대공의 죽음으로 완료되지 못하였다.

## 예술품 목록
성당에 쓰기 위한 작품을 제작한 예술가들은 다음과 같다:
- 산드로 보티첼리 – 초기작으로, 문 위쪽의 예수의 탄생 장면 묘사 ('동방박사의 경배')[6]
- 바초 다뇰로 – 목공
- 브론치노 – '예수의 기적'
- 필리포 브루넬레스키 – '십자가상' (1410년과 1425년 사이)
- 티노 다 카마이노 – '성 안토니노의 흉상' (테라코타 형태, 피에솔레 조교 무덤)
- 나르도 디 치오네 – 신의 심판
- 두초 – '루첼라이 성모'
- 로렌초 기베르티 – 레오나르도 다티의 비석 (1423)[7]
- 도메니코 기를란다요 – 토르나부오니 예배당에 있는 프레스코화 (15세기 말), 스테인드글라스 유리창 설계
- 필리피노 리피 – 사도 필립보의 삶을 묘사하는 스트로치 예배당의 프레스코화, 스테인드글라스 유리창
- 베네데토 다 마이아노 – 스트로치 예배당 뒤쪽에 있는 필리포 스트로치의 무덤 (1491년).
- 자코모 마르케티 – '성 라우렌시오의 순교'.
- 마사초 – '성 삼위일체'[8]
- 니노 피사노 – '성모자' (1368)[9]
- 베르나르도 로셀리노 – 베아타 빌라나의 기념비 (1451년)[10][11]
- 산티 디 티토 – '죽음에서 일어난 라자로'[12]
- 파올로 우첼로 – 클로이스터의 프레스코화
- 조르조 바사리 – '묵주의 성모' (1568년)

## 유명 수녀원장
- 몬테풀차노의 아녜스

## 안치된 인물 목록
- 콘스탄티노폴리스의 이오세프 2세[13] (1439)
- 도메니코 기를란다요 (1494년)
- 니콜로 가디- 추기경 (1552년)

## 참고 문헌
- Devlin, Mary Aquinas (1929). “An English Knight of the Garter in the Spanish Chapel in Florence”. 《Speculum》. 4, No. 3 (July): 270–281.